# امالو (آيت تضيض)
امالو هو دُوَّار يقع بجماعة أمزوضة، إقليم شيشاوة، جهة مراكش آسفي في المملكة المغربية. ينتمي الدوّار لمشيخة آيت تضيض التي تضم 27 دوار. يقدر عدد سكانه بـ 30 نسمة حسب الإحصاء الرسمي للسكان والسكنى لسنة 2004.

## روابط خارجية
- البوابة الوطنية للجماعات الترابية
- المندوبية السامية للتخطيط